# Geünieerde Loge van Theosofen
De Geünieerde Loge van Theosofen is een theosofische beweging, die in 1909 in Los Angeles werd gesticht door Robert Crosbie met loges (werkplaatsen) over de hele wereld. Crosbie meende dat de twee grote bestaande theosofische bewegingen, de Theosofische Vereniging en het Theosofisch Genootschap Point Loma te ver waren afgeweken van de oorspronkelijke bedoelingen van Helena Blavatsky. Hij wilde met de oprichting van de GLT zich alleen richten op de verspreiding van de leringen van de Theosofie zoals die in de oorspronkelijke literaire werken van Blavatsky en William Quan Judge zijn vastgelegd. Een korte filosofische publicatie - de zogenoemde beginselverklaring (zie website) - is hun enig leidend document. Na Crosbie's dood werd zijn werk o.a. door B.P. Wadia (1881-1958) en anderen in de hele wereld verder gezet. 